# Résidence des Pins
La résidence des Pins est l'actuelle résidence de l'ambassadeur de France au Liban. Elle est située à Beyrouth, dans le secteur du Parc communément appelé Badaro, à côté de l'hippodrome et du parc du Bois des pins.

## Histoire
Construite en 1915 pour servir de casino, elle est utilisée comme hôpital, puis comme cercle militaire pendant la Première Guerre mondiale. En 1918, alors que le Liban passe sous mandat français après le démantèlement de l’Empire ottoman, le représentant français s’installe dans les bâtiments de la Résidence des Pins.
En 1919, le haut-commissaire de France au Levant, le général Gouraud procède à l'aménagement des locaux, en s’inspirant de la résidence du général Lyautey à Rabat. C'est depuis la résidence que le général Gouraud proclame l'État du Grand Liban le 1er septembre 1920.
En 1921, l'État français se porte acquéreur de la résidence et plusieurs hauts-commissaires de France puis délégués généraux de la France libre au Levant s'y succèdent. Le général de Gaulle y loge en juillet 1941 et en 1942, comme chef de la France libre.
À l'indépendance du Liban en 1943, la résidence devient officiellement celle de l'ambassadeur de France au Liban.
Durant la guerre du Liban, la résidence est fortement endommagée et les ambassadeurs doivent l'abandonner à plusieurs reprises. En 1981, l'ambassadeur Delamare est assassiné à seulement quelques mètres de la demeure.
Pendant les bombardements israéliens de 1982, la Résidence des Pins sert d’hôpital de campagne de l’armée française puis de quartier général des observateurs internationaux. La guerre civile dévaste néanmoins le bâtiment. En 1993, Alain Juppé lance un concours pour la reconstruction de la Résidence, remporté par Sud-Architectes (Lyon). Après trois années de diagnostic et d’études, en avril 1996, la rénovation complète est entreprise. Jacques Chirac inaugure la réouverture de la résidence en mai 1998.